# Jules Bordet
Jules Jean Baptiste Vincent Bordet (Zinnik, 13 juni 1870 – Brussel, 6 april 1961) was een Belgische immunoloog en microbioloog. In 1919 ontving Bordet voor zijn ontdekkingen op gebied van het immuunsysteem de Nobelprijs voor Geneeskunde. Het bacteriëngeslacht Bordetella is naar hem vernoemd.

## Biografie
Bordet was de zoon van Charles en Célestine Vandenabeele Bordet. Hij had een twee jaar oudere broer, Charles. Toen hij vijf was verhuisde het gezin naar Brussel waar zijn vader onderwijzer werd aan de Middelschool van Schaarbeek. Hij bezocht de Athénée Royal de Bruxelles, een school die tegenwoordig zijn naam draagt: Athénée Royal Jules Bordet.
Op zestienjarige leeftijd ging hij naar de Université libre de Bruxelles (ULB) waar hij in 1892 promoveerde tot doctor in de geneeskunde. Vanaf 1894 werkte hij aan het Pasteur-instituut in Parijs, waar hij de fagocytose van bacteriën door witte bloedcellen beschreef. In 1898 beschreef hij de hemolyse die optreedt bij het toevoegen van lichaamsvreemd bloedplasma aan rode bloedcellen.
In 1899 trouwde hij met Marthe Levoz, met wie hij een zoon en twee dochters zou krijgen. Bordet verliet Parijs in 1900 om het Institut Pasteur in Brussel te stichten. Hier ontdekte hij dat het effect van immunoglobuline in vivo significant wordt versterkt door lichaamseigen plasma-elementen die hij "alexine" noemde en tegenwoordig bekendstaan als complement. Dit mechanisme werd de basis voor methodes om de complementbinding te testen en maakte de ontwikkeling serologische tests op syfilis mogelijk, zoals de door August von Wassermann ontwikkelde Wassermannreactie. Dezelfde techniek wordt tegenwoordig gebruikt voor de diagnose van talrijke andere ziekten.

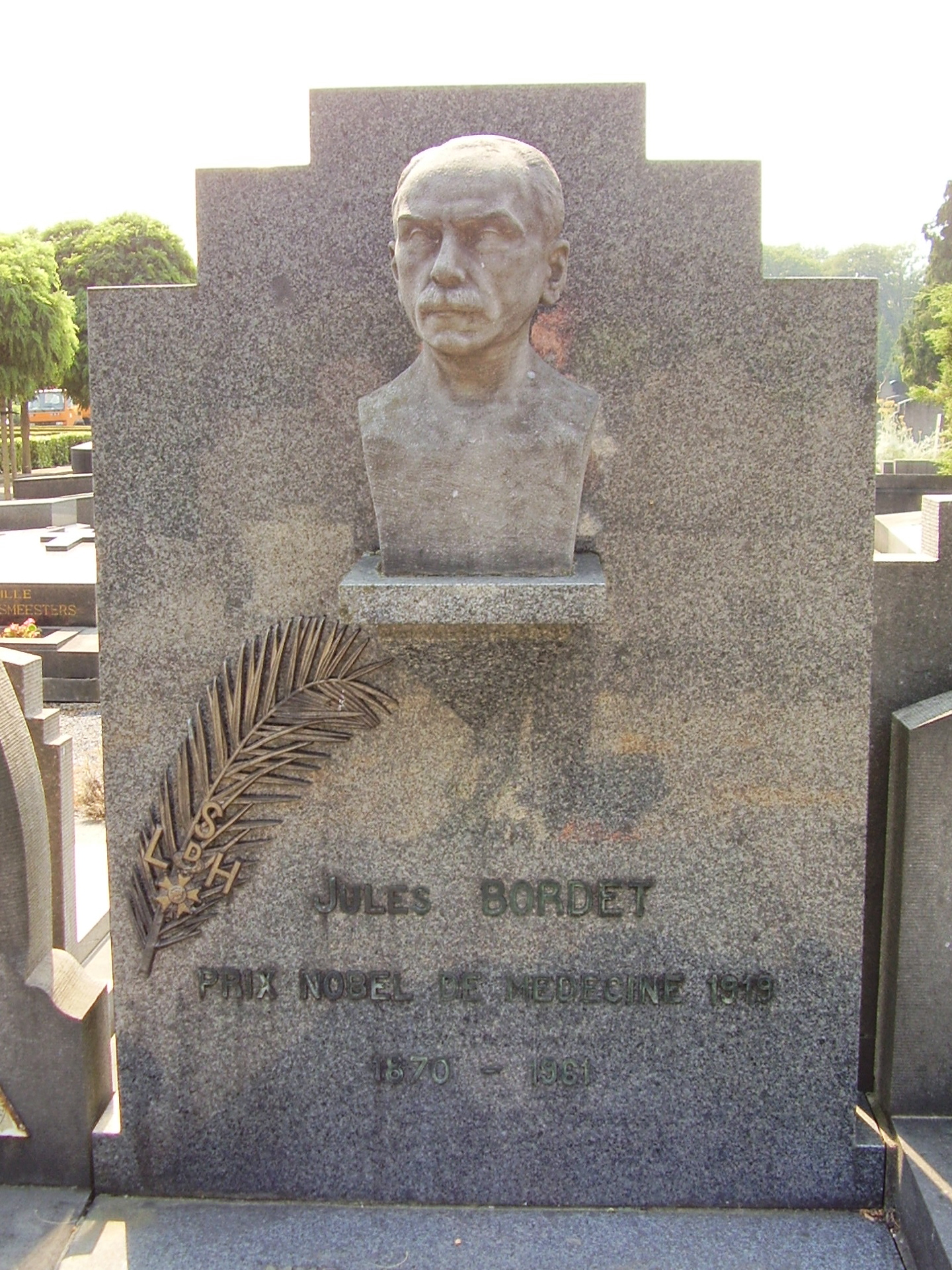
Grafsteen van Jules Bordet op het kerkhof van Elsene

Samen met de in Brussel werkzame bacterioloog Octave Gengou isoleerde Bordet in 1906 de bacterie Bordetella pertussis in een zuivere cultuur, die hij als veroorzaker van kinkhoest aanwees.
In 1907 werd Bordet professor in de bacteriologie aan de Université Libre de Bruxelles. Toen onderzoek gedurende de Eerste Wereldoorlog onmogelijk was besteedde Bordet zijn tijd aan het schrijven van Traité de'l'immunité dans les maladies infectieuses (1920), een klassiek werk op het gebied van de immunologie. Na zijn emeritaat in 1940 nam zijn zoon Paul Bordet zijn taken aan het Institut Pasteur over.
Jules Bordet was een vertegenwoordiger van de dominante Franstalige klasse in België van het laatste kwart van de 19de en het eerste kwart van de 20ste eeuw. Als arts van het Pasteur Instituut van Brabant bleef hij uitsluitend communiceren in het Frans, ook als de patiënten uit Vlaams-Brabant kwamen of Nederlandstalige Brusselaars waren, en dit niettegenstaande de wet van 28 juni 1932 betreffende het taalgebruik in de administratie.
Jules Bordet ligt begraven op de begraafplaats van Elsene.

## Eerbetoon
In 2005 was hij ook een van de kansmakers op de titel De Grootste Belg, maar haalde in de Vlaamse versie de uiteindelijke nominatielijst niet en strandde op nr. 427. In de Waalse versie eindigde hij op nr. 37.
Het Brusselse Jules Bordet Instituut is naar hem genoemd. 
In Antwerpen is in de wijk Groen Kwartier een straat naar hem vernoemd, net zoals in Evere (Brussel) en in Ronse
. Er is ook een treinstation met de naam 'Bordet' in Brussel dat een belangrijk OV-knooppunt vormt. 
In het Nederlandse Hilversum is ook een straat naar hem vernoemd.

## Onderscheidingen
- Nobelprijs voor Fysiologie of Geneeskunde (1919)
- Eredoctoraten van de universiteiten van Cambridge, Parijs, Straatsburg, Toulouse, Edinburgh, Nancy, Quebec, Montpellier, Caïro en Athene.
- Lid van de Royal Society, de Académie nationale de Médecine te Parijs en de Amerikaanse National Academy of Sciences.